# Leon Koudelak
Leon Koudelak (Krnov (Alta Silesia, Txèquia), 17 de juliol, 1961), és un guitarrista clàssic.

## Biografia
Quan tenia sis anys, els seus pares van emigrar de Txecoslovàquia a Algèria. El seu pare era músic i metge. Va conèixer el jazz americà a través del seu pare. El seu pare també el va introduir a la música clàssica, especialment als compositors txecs Antonín Dvořák i Bohuslav Martinů. Els seus pares es van traslladar més tard a Suïssa, on Leon Koudelak va escoltar Andrés Segovia per primera vegada als 12 anys. Als 17 anys va anar a Viena i va estudiar amb el guitarrista i professor Karl Scheit a la Universitat de Música i Art Dramàtic de Viena, més tard a la Universitat de les Arts de Zuric al costat de Konrad Ragossnig i va ser alumne de Julian Bream a Liechtenstein. Va rebre la Llicenciatura, el Màster en Educació Artística i el Màster en Arts (Mag. Art.) amb distinció unànime a Viena i Zuric. Va inspirar, entre d'altres, el compositor Michael Buchrainer per escriure per a la guitarra.
Després de més de 30 anys d'intensa activitat concertística, es va retirar temporalment de l'escena musical internacional i es va establir a Tailàndia el 2005 per tal d'implicar-se més a Àsia. Imparteix classes a Bangkok a la Universitat Mahidol i la Universitat Silpakorn. També dóna concerts regulars a Àsia, organitza festivals de música a Tailàndia i treballa com a director artístic de la "Thailand Guitar Society". Va fundar el Liechtenstein Guitar Festival "Ligita" el 1993, l'Àsia International Guitar Festival a Bangkok el 2001 i el Pattaya Classical Guitar Festival el 2009. En l'escena musical internacional és descrit amb la fama de “La mano santa de la guitarra” (“La mà santa de la guitarra”).
L'any 2011, Leon Koudelak va anunciar un possible retorn a l'escenari internacional a la seva pàgina de Facebook. A l'abril/maig de 2013 va emprendre una gira de concerts per Europa, que va continuar a Àsia amb concerts a Bangkok, Jakarta, Katmandú, Pattaya, Tòquio i Singapur.

## Premis
Leon Koudelak és guanyador del concurs de guitarra "Fundation Jacinto e Inocencio Guerrero" a Madrid i va rebre el Premi Estatal d'Àustria pels seus èxits artístics del Ministeri Federal de Ciència i Investigació d'Àustria.

## Discografia
S'han publicat sis CD per Tyrolis Classic i Tyrolis Music.
- 1989: Música de guitarra d'Espanya, Mèxic i Brasil
- 1992: Música moderna per a guitarra
- 1994: Joaquin Rodrigo - Guitar Music (Àlbum) Joaquin Rodrigo - Guitar Music
- 1997: Pavana Triste
- 2002: Fruits exòtics (premiada millor gravació de l'any per la revista de guitarra Les Cahiers de la Guitare)
- 2008: Leon Koudelak en viu a Seül

Va interpretar obres de Dionisio Aguado, Anton Diabelli, Lennox Berkeley, Michael Buchrainer, Antonio José, Maurice Ravel, Joaquín Rodrigo ], Joaquín Turina, Carlo Domeniconi, Manuel María Ponce, Heitor Villa-Lobos, Roland Dyens, Francisco Tárrega, Eduardo Martin, David Coverdale, Glenn Hughes, Leo Brouwer i altres. a.

## DVD
- 2008: "Leon Koudelak viu a Seül"
- 2011: "Live in Seoul" remasteritzat, "edició del 10è aniversari"."[11]